# De Preud'homme d'Hailly de Nieuport
De Preud'homme d'Hailly de Nieuport is een oud Zuid-Nederlands geslacht, afkomstig uit de buurt van Rijsel.

## Geschiedenis
In 1530 werd voor het eerst een lid van deze familie in de adelstand bevestigd. Het ging om Pierre Preud'homme, die adelsverheffing verkreeg van Keizer Karel. In de volgende generaties volgden:
- 1600: ridderschap voor Jean-Baptiste de Preud'homme d'Hailly, kleinzoon van Pierre, toegekend door de landvoogd, aartshertog Albrecht van Oostenrijk.
- 1610: ridderschap voor François de Preud'homme d'Hailly, broer van Jean-Baptiste en kleinzoon van Pierre, toegekend door dezelfde landvoogd.
- 1640: ridderschap voor Pierre de Preud'homme d'Hailly, zoon van François, toegekend door koning Filips IV van Spanje.
- Een tak in de Oostenrijkse Nederlanden voerde, met overdracht bij eerstgeboorte, de titel burggraaf van Nieuwpoort. De titel kwam in de familie toen Karel III van Croÿ hem in 1599 verkocht aan de weduwe van Jean de Preud'homme, wier zoon Jean-Baptiste de Preud'Homme d'Hailly de eerste burggraaf van Nieuwpoort werd in die familie.[1]
- 1721: titel van graaf d'Hailly voor Charles de Preud'homme d'Hailly, toegekend door koning Lodewijk XV.
- 1756: titels van ridder, overdraagbaar op alle mannelijke nazaten en van markies van Verquigneul, overdraagbaar bij eerstgeboorte voor Albert de Preud'homme d'Hailly, toegekend door koning Lodewijk XV.

## Genealogie ancien régime
- Pierre de Preud'homme, heer van Coisne, burgemeester van Rijsel († 1558).
  - Jean de Preud'homme, dit d'Hailly († 1597) x Antoinette de Grenet, burggravin van Nieuwpoort († 1599).
    - Jean-Baptiste de Preud'homme d'Hailly (1561-1642), maire van Rijsel, (zie hierboven), trouwde met Catherine de Croix († 1656).
      - Marc-Antoine de Preud'homme d'Hailly († 1699), die zich burggraaf van Nieuwpoort noemde, trouwde met gravin Marie-Françoise de Basta († 1665) en in tweede huwelijk met Anne Damman, burggravin van Oombergen.
        - Marc-Antoine de Preud'homme d'Hailly (1670-1722), eveneens als burggraaf genoemd, trouwde met Antoinette d'Ognies de Courrières († 1739).
          - Charles Florent Idesbalde de Preud'homme d'Hailly (°1716), eveneens burggraaf van Nieuwpoort en Oombergen en baron van Poeke genoemd, trouwde met Marie-Anne d'Alegambe (1722-1794). Hij was de laatste van zijn familietak onder het ancien régime en was waarschijnlijk al overleden toen de adel in 1795 werd afgeschaft. Hun drie zonen namen de adelstand weer op (zie hieran)

  - Charles-Philippe de Preud'homme, trouwde met Isabelle de Croix.
    - Antoine de Preud'homme († 1739), trouwde met Catherine de Dion.
      - Albert de Preud'homme (°1725), trouwde met Marie de Preud'homme d'Hailly (1718-1752). Hij werd tot markies de Verquigneul verheven door koning Lodewijk XV. Hij was de laatste van zijn familietak onder het ancien régime en was waarschijnlijk al overleden toen de adel in 1795 werd afgeschaft. Zijn zoon Louis nam de adellijke status weer op.

## Na 1815
Toen in 1816 de adellijke status werd hersteld onder het Verenigd Koninkrijk der Nederlanden, werd deze terug opgenomen door drie zoons van burggraaf Charles de Preud'homme d'Hailly en door een zoon van markies Albert de Preud'homme Verquigneul. Het ging om:
- Louis de Preud'homme d'Hailly de Nieuport (1743-1831), voorlopig intendant voor Oost-Vlaanderen.
- Charles de Preud'homme, burggraaf van Nieuwpoort (1746-1827), lid Tweede Kamer, mathematicus, filosoof.
- Constantin de Preud'homme d'Hailly de Nieuport (1748-1835), voorlopig intendant voor West-Vlaanderen, lid Eerste Kamer.
- Louis de Preud'homme d'Hailly de Verquigneul (Verquigneul, 25 september 1748 - Brussel, 7 juni 1818) was een zoon van Albert de Preud'homme en van Marie-Augustine de Preud'homme d'Hailly.

## Louis Ernest Charles Antoine Hubert de Preud'Homme d'Hailly
Louis-Ernest de Preud'homme d'Hailly de Nieuport (Gent, 23 augustus 1743 - Poeke, 11 april 1831) was edelknaap aan het hof van de landvoogd Karel van Lotharingen en werd officier in Oostenrijkse dienst. Hij trouwde in 1774 met Marie-Antoinette de Vicq (1756-1800) en hertrouwde in 1800 met Marie-Anne van Overloop (1759-1840), de weduwe van Pieter de Brauwer. Beide huwelijken bleven kinderloos. In 1816 werd hij erkend in de erfelijke adel met de titel burggraaf, overdraagbaar bij eerstgeboorte en met benoeming in de Ridderschap van West-Vlaanderen. Hij werd onder het Verenigd Koninkrijk der Nederlanden gouverneur van de provincie Oost-Vlaanderen.

## Charles François Ferdinand Antoine Florent de Preud'homme d'Hailly
Charles-François de Preud'homme d'Hailly de Nieuport (Parijs, 12 januari 1746 - Brussel, 20 augustus 1827), broer van Louis-Ernest, werd in 1816 erkend in de erfelijke adel met de titel burggraaf, overdraagbaar bij eerstgeboorte en met benoeming in de Ridderschap eerst van West-Vlaanderen, later van Zuid-Brabant. Hij werd onder het Verenigd Koninkrijk der Nederlanden lid van de Tweede Kamer, kamerheer van de koning en, als mathematicus en filosoof, lid van Academie van wetenschappen en letterkunde in Brussel. Hij bleef ongehuwd.

## Constantin de Preud'homme d'Hailly
Constantin de Preud'homme d'Hailly de Nieuport (1748-1835) was de derde broer die in de adel werd erkend en hij zorgde voor afstammelingen.

## HenriLouisJoseph de Preud'homme d'Hailly de Verquigneul
Louis de Preud'homme d'Hailly de Verquigneul (Verquigneul, 25 september 1748 - Brussel, 7 juni 1818) was een zoon van Albert de Preud'homme en van Marie-Augustine de Preud'homme d'Hailly. Zijn vader was heer van Manchicourt, Vancourt, Courcelles en La Marlière. Hijzelf was onder het ancien régime baron van Perk en van Elewijt, lid van de Tweede Stand van de provincie Zuid-Brabant. Onder het Verenigd Koninkrijk der Nederlanden werd hij in 1816 erkend in de erfelijke adel met de titel markies, overdraagbaar bij eerstgeboorte en met benoeming in de Ridderschap van Zuid-Brabant. Hij werd tevens kamerheer van de koning en lid van de Provinciale Staten van Zuid-Brabant.
Hij trouwde in 1775 met Anne de Steelant (1728-1803), barones van Perk en Elewijt. In 1803 trouwde hij met Isabelle van Outheusden (1776-1854. Met zijn tweede vrouw had hij twee dochters en een zoon. De eerste trouwde met Constantin Preud'homme (zie hierboven). De tweede, Flore de Preud'homme (1806-1876) trouwde met Frédéric Ancillon (1766-1837), minister van Buitenlandse zaken van Pruisen. De enige zoon, Constant de Preud'homme d'Hailly, geboren in 1808, verdronk in zee, op niet nader te bepalen datum, op weg naar Batavia. Hiermee doofde ook deze familietak uit.

## Na 1830
Na 1830 behoorde de familie tot de Belgische adel. Daar waar ze 'de Preud'homme d'Hailly' heetten, met voor de oudste de titel 'burggraaf de Nieuport', verkreeg Alfred de Preud'homme in 1886 voor hem en zijn nageslacht voortaan de familienaam 'de Preud'homme d'Hailly de Nieuport' te mogen dragen. Subtiliteiten van het adellijk recht: de eerstgeborene en familiehoofd is eigenlijk niet 'burggraaf de Preud'homme d'Hailly de Nieuport', maar 'jonkheer de Preud'homme d'Hailly de Nieuport, burggraaf van Nieuwpoort'.
De vader van de huidige burggraaf van Nieuwpoort (A.C.M.Gh. de Preud'homme d'Hailly de Nieuport, 1929-2011) vestigde zich in Nederland. Ook zijn twee kinderen deden dat, waardoor ze opnieuw zijn opgenomen in het Nederland's Adelsboek 90 (2002-2003); aangezien erkenning plaatsvond in 1816, kan het nageslacht zowel tot de Belgische als de Nederlandse adel behoren.

## Genealogie
- Charles de Preud'homme (1716-1792), burgraaf van Nieuwpoort, x Marie-Anne d'Alegambe (1722-1794).
  - Constantin de Preud'homme d'Hailly (1748-1835), burggraaf de Nieuport x Maximilienne de Vinchant de Gontrand (-1786), xx Marie-Anne de Murray (1753-1822).
    - Charles de Preud'homme d'Hailly (1788-1817), burggraaf de Nieuport, x Hélène de Brauwer (1787-1821).
      - Constantin Adolphe de Preud'homme d'Hailly (1807-1866), burggraaf de Nieuport, x Ida de Preud'homme d'Hailly de Verquigneul (1804-1871).
        - Burggraaf Alfred de Preud'homme d'Hailly de Nieuport (1835-1911) x Donatilde Hérode (1849-1902).
          - Burggraaf Georges de Preud'homme d'Hailly de Nieuport (1878-1966) x Albertine barones de Fierlant (1875-1957), xx Maria-Isabel Tinoco y Granadas (1875-1961).
            - Burggraaf Charles de Preud'homme d'Hailly de Nieuport (1907-1968) x Constance Moret (1908-1996), xx Yvonne Pilloy (1921-2008), xxx Suzanne Richard (1923-).
              - Burggraaf Albert de Preud'homme d'Hailly de Nieuport (1929-2011), luitenant kolonel, x Maria De Jong (1929-2016).
                - Burggraaf Hans-Marald de Preud'homme d'Hailly de Nieuport (1961-), tandarts, x Caroline Wolters (1962-), xx Nicole van Gorp (1968-)
                  - Jonkvrouw Stéphanie Marie Isabelle de Preud'homme d'Hailly de Nieuport (1991-).
                  - Jonkheer Laurens Marc Antoine de Preud'homme d'Hailly de Nieuport (1993-).
                  - Jonkvrouw Juliette Emilie Antoinette de Preud'homme d'Hailly de Nieuport (2000-).
                  - Jonkheer Florens Lucas Emile de Preud'homme d'Hailly de Nieuport (2001-).

              - Christian de Preud'homme d'Hailly de Nieuport (1947-) x Diane De Wit (1950-).
                - Frederic de Preud'homme d'Hailly de Nieuport (1973-), handelsingenieur.

              - Philippe de Preud'homme d'Hailly de Nieuport (1948-2004) x Anne-Michèle de Dorlodot (1950-).
                - Antoine de Preud'homme d'Hailly de Nieuport (1978-).
                - Hugo de Preud'homme d'Hailly de nieuport (2009-)
                - Alexandre de Preud'homme d'Hailly de Nieuport (1982-), tuinarchitect, x Emilie Holemans (1982-).

          - Adolphe de Preud'homme d'Hailly de Nieuport (1881-1921), x Agnès Van Wint (1889-1964).
            - Roger de Preud'homme d'Hailly de Nieuport (1910-1997), advocaat, ereburger van de gemeente Sint-Michiels.

    - Burggraaf Louis de Preud'homme d'Hailly de Nieuport (1786-1833), x Emilie de Bousies de Rouveroy (1783-1846).
      - François de Preud'homme d'Hailly de Nieuport (1796-1845), kolonel bij de infanterie, Ridder Militaire Willems-Orde x Mélanie Ysenbrandt (1799-1874).
        - Alexandre de Preud'homme d'Hailly de Nieuport (1826-1878), provincieraadslid West-Vlaanderen, arrondissementscommissaris Oudenaarde, x Léonie Deys (1830-1926).